# Малое Невольничье озеро
Малое Невольничье озеро (англ. Lesser Slave Lake) — озеро в провинции Альберта в Канаде. Расположено в центральной части провинции примерно в 300 километрах северо-западнее Эдмонтона. Одно из больших озёр Канады — площадь 1170 квадратных километров, второе по величине озеро в провинции Альберта. Входит в бассейн реки Атабаска и систему реки Маккензи. Озеро лежит в котловине ледниково-тектонического происхождения. Глубина — до 21 метра, берега в основном пологие. Высота над уровнем моря 577 метров, колебания уровня озера — до 2,86 метра. Ледостав с декабря по май. Рыболовство — озёрный сиг, северная щука, судак и жёлтый окунь. Разведение норки. Туризм.

## История

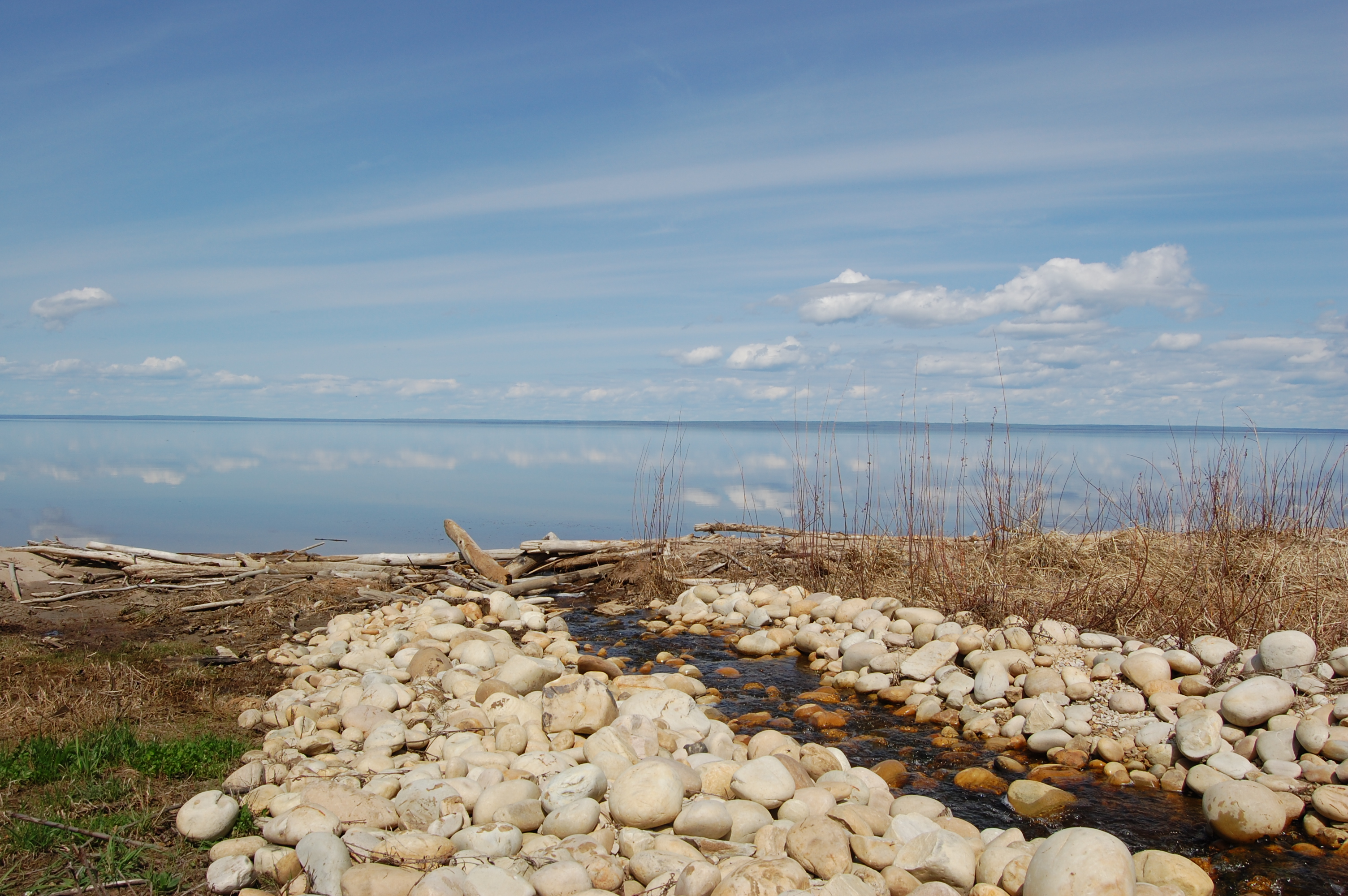
Малое Невольничье озеро
(вид со стороны ручья Каньон Крик)

Озеро сыграло важную роль в меховой торговле XIX века, затем стало одним из наибольших центров коммерческого рыболовства в Альберте, в настоящее время широко используются рекреационные возможности озера и развивается туризм.
Название озеро получило потому, что первоначальными обитателями окрестностей были индейцы племени слейв, получившие от кри это название, означающее «раб», «невольник». Данный экзоним аналогично перевели на многие языки.
В середине XVIII века слейви были вытеснены индейцами кри, которые двигались на запад в поисках новых источников меха, кри принесли с собой такое транспортное средство как каноэ, а также европейское оружие и инструменты, которые были новыми для индейцев Запада. Кри были первыми, кто использовал озеро в качестве транспортного коридора.
Александр Маккензи в 1793 году собрал данные об озере и занёс их в свой путевой дневник, но сам он на озере никогда не был. В 1799 году Дэвид Томпсон из Северо-Западной кампании стал первым белым человеком, побывавшим на берегах озера. Томпсон основал торговую факторию в месте слияния Малой Невольничьей реки с Атабаской. В 1802 году фактория была перенесена ближе к озеру. В 1815 году Компания Гудзонова залива основала и свою факторию в этих местах, и озеро стало свидетелем постоянных конфликтов этих двух конкурирующих компаний вплоть до их объединения в 1824 году. После того, как меховая торговля прекратила своё существование в этом районе, фактория сохранила своё значение как дорожная станция для торговцев мехом по пути на северо-запад.
Новая эра наступила в начале XX века после создания Северной Транспортной компании — на озере появились пароходы. Пароход «Северное сияние» совершал рейсы по озеру с 1909 по 1915 год. Но в 1915 году железная дорога дошла до озера, и пароходы стали не нужны. Канадская Национальная железная дорога прошла вдоль южного побережья Малого Невольничьего озера в направлении Эдмонтона. На побережье озера в настоящее время 5 индейских резерваций, в которых в основном живут индейцы кри. На месте фактории Северо-Западной компании вырос небольшой городок, носящий имя озера (англ. Slave Lake). После наводнения 1935 года городок был перенесён на своё нынешнее место на юго-востоке озера, возле истока Малой Невольничьей реки. Малое Невольничье озеро находится на пути миграции перелётных птиц — пеликанов, орлов и многих других, поэтому на побережье озера созданы несколько национальных парков и заказников: Провинциальный парк Малого Невольничего озера (англ. Lesser Slave Lake Provincial Park), Провинциальный парк залива Хилларда (англ. Hilliard’s Bay Provincial Park), Парк дикой природы Малого Невольничего озера (англ. Lesser Slave Lake Wildland). На песчаных берегах озера созданы кемпинги для туристов и отдыхающих. Рыбная ловля разрешена, как любительская, так и спортивная.